# Neuerkirch
Neuerkirch is een plaats in de Duitse deelstaat Rijnland-Palts, en maakt deel uit van de Rhein-Hunsrück-Kreis.
Neuerkirch telt 304 inwoners.

## Bestuur
De plaats is een Ortsgemeinde en maakt deel uit van de Verbandsgemeinde Simmern.

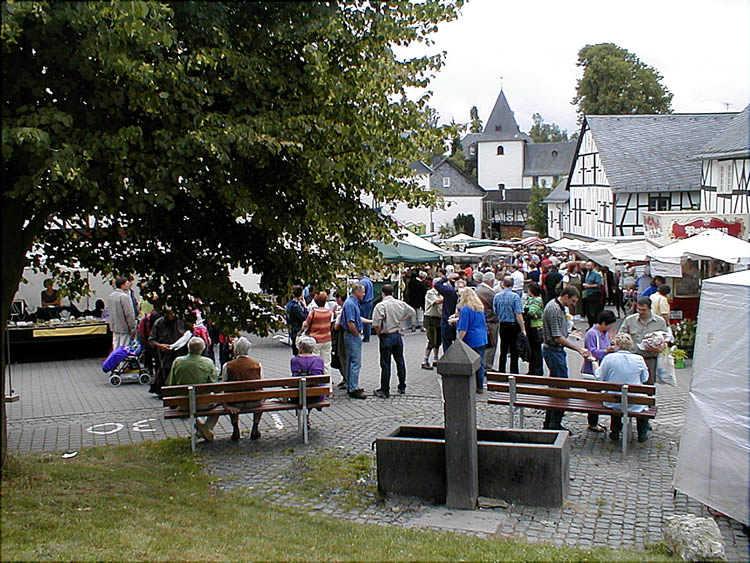
Maat
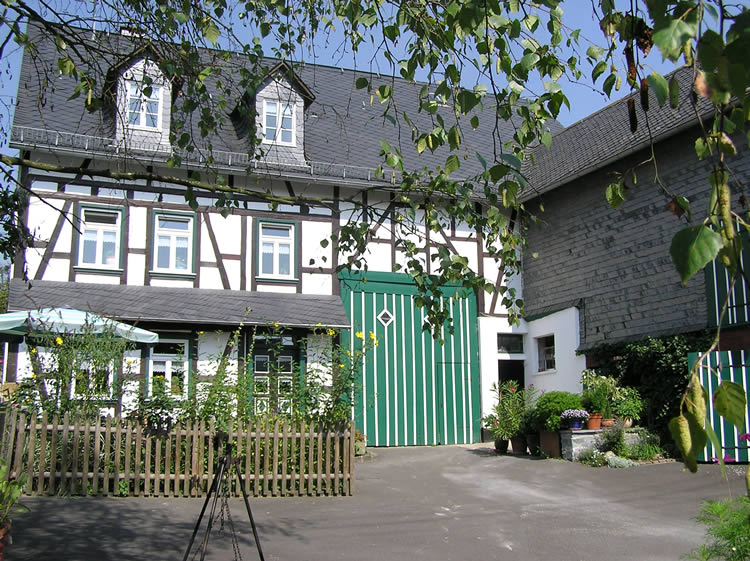
Fachwerk
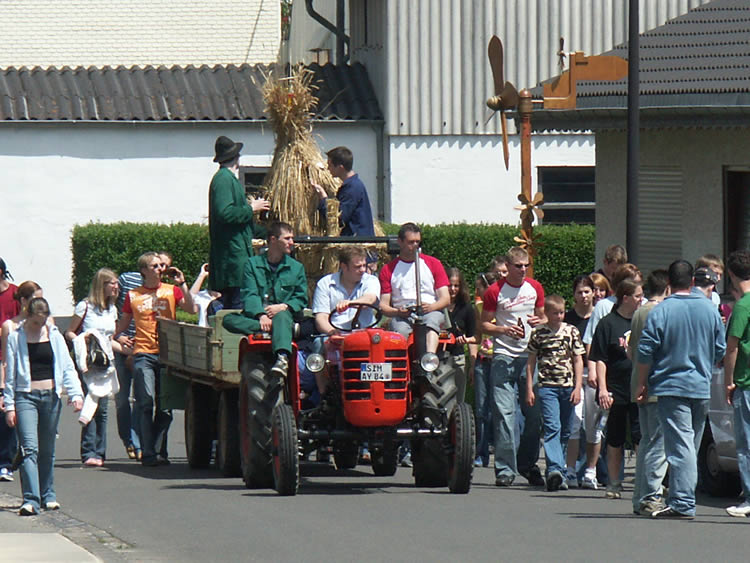
Kirmes
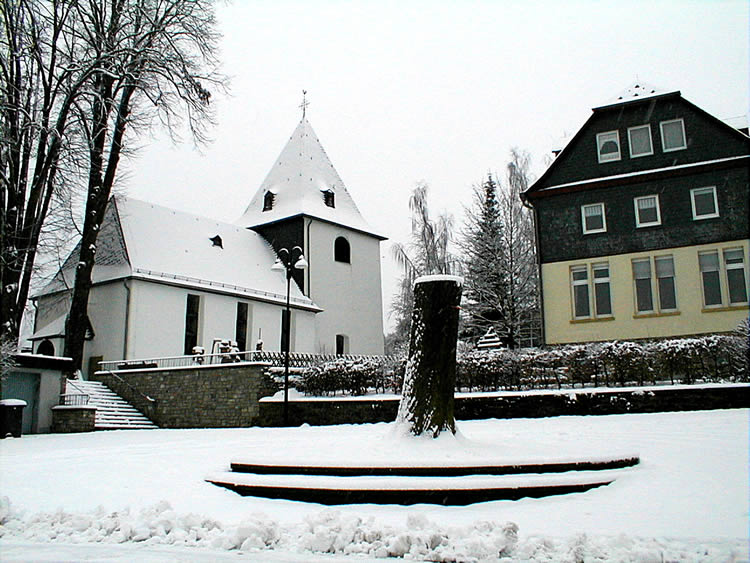
Kerke

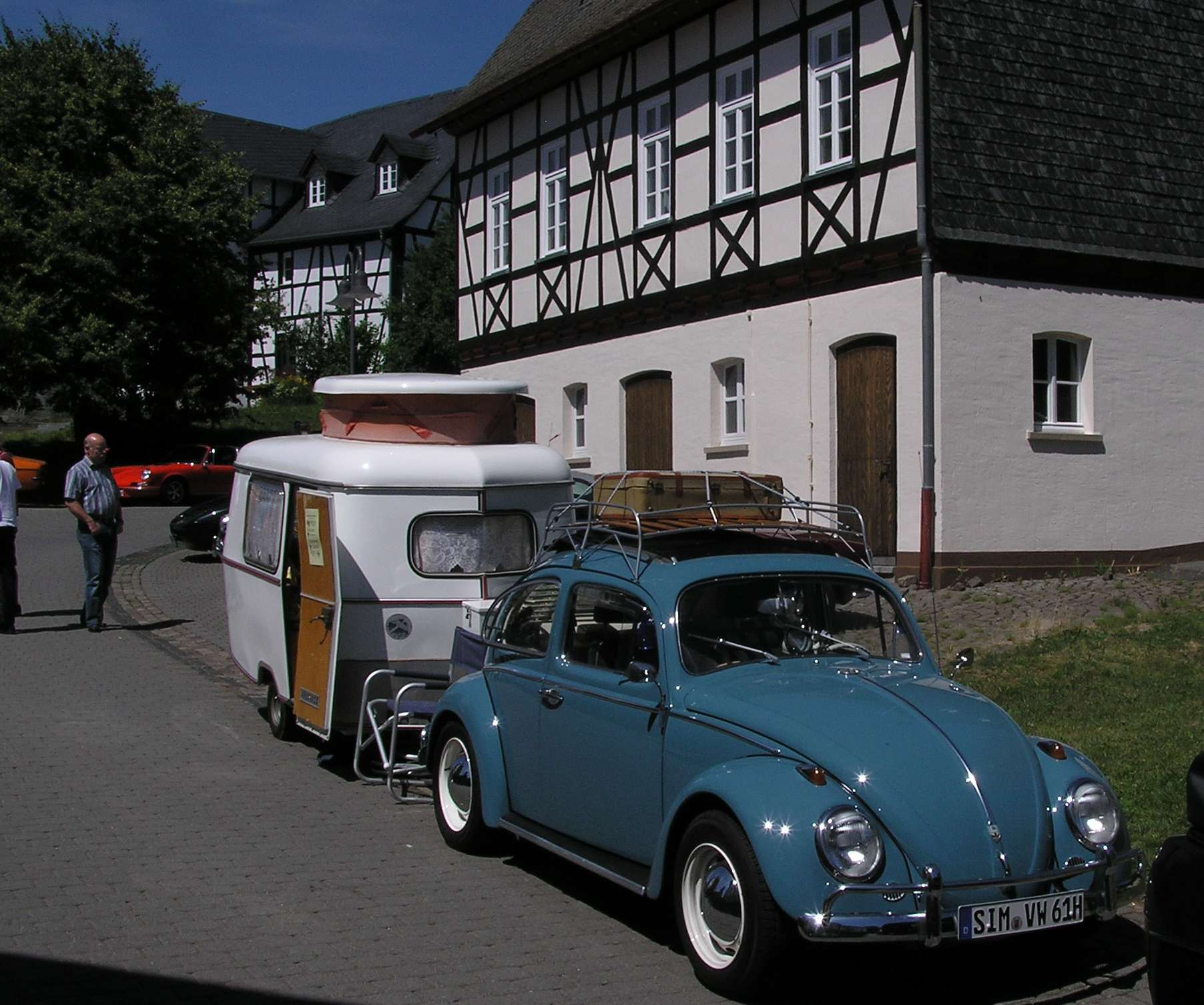
Museum
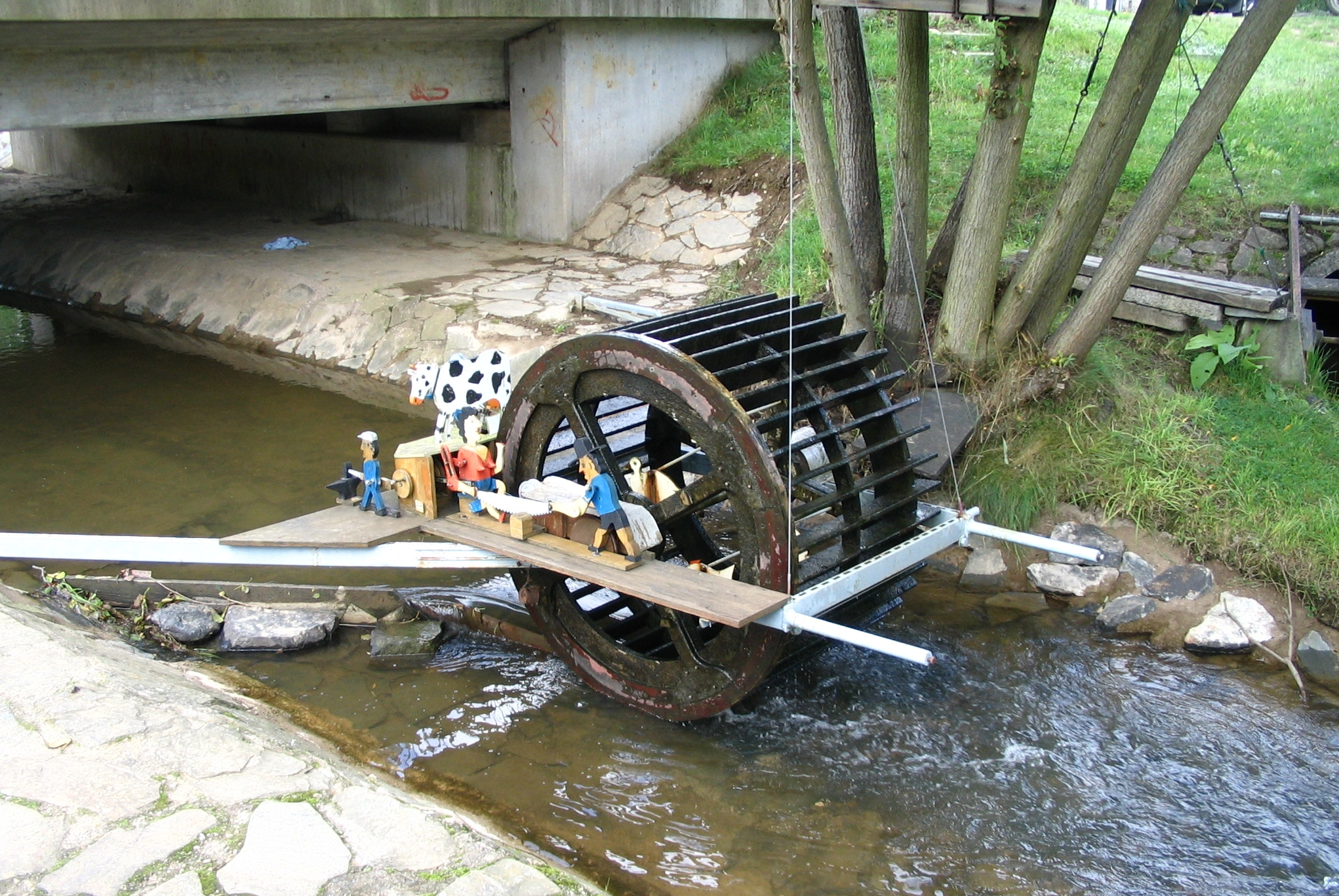
Külzbach
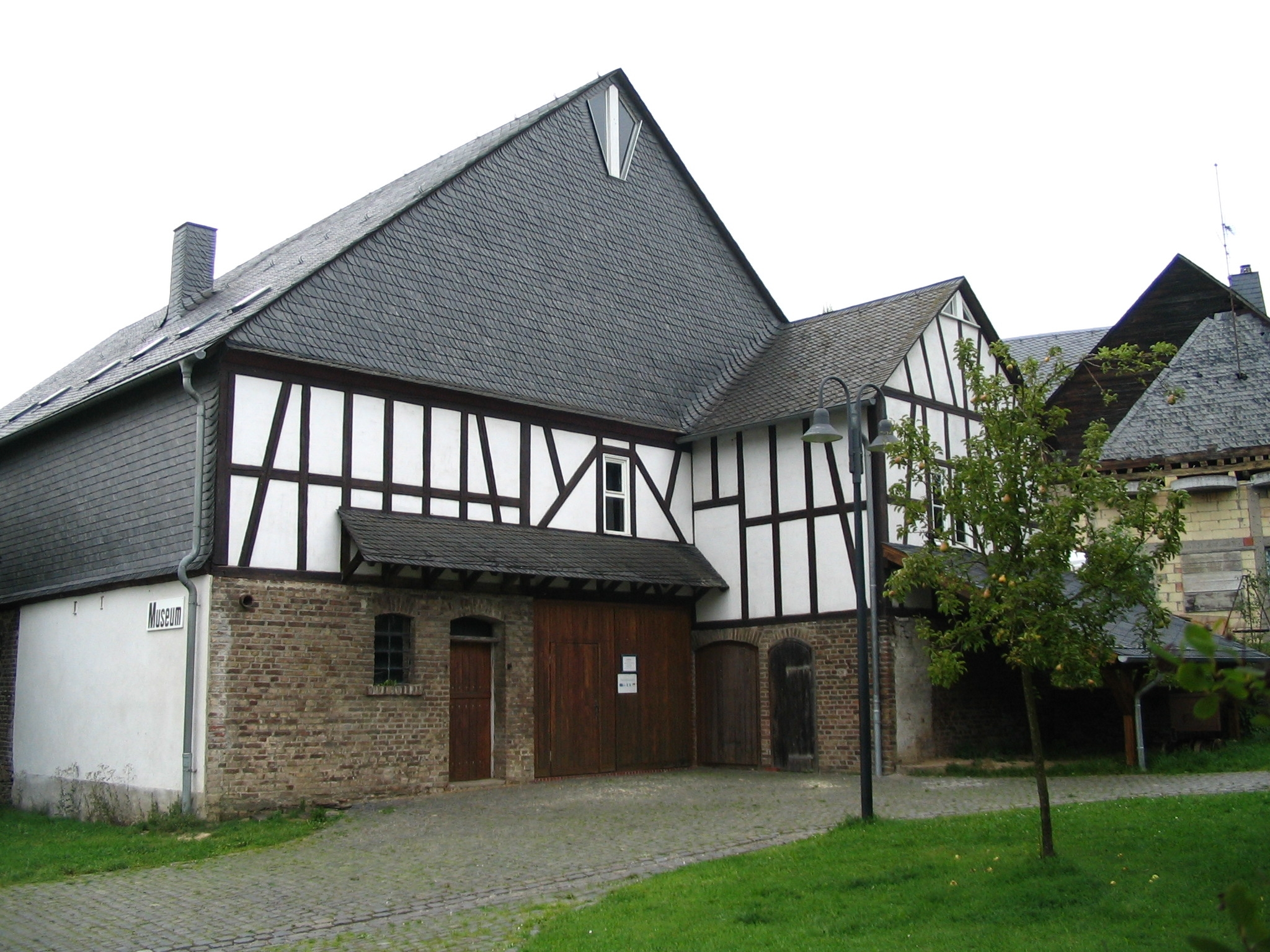
Museum
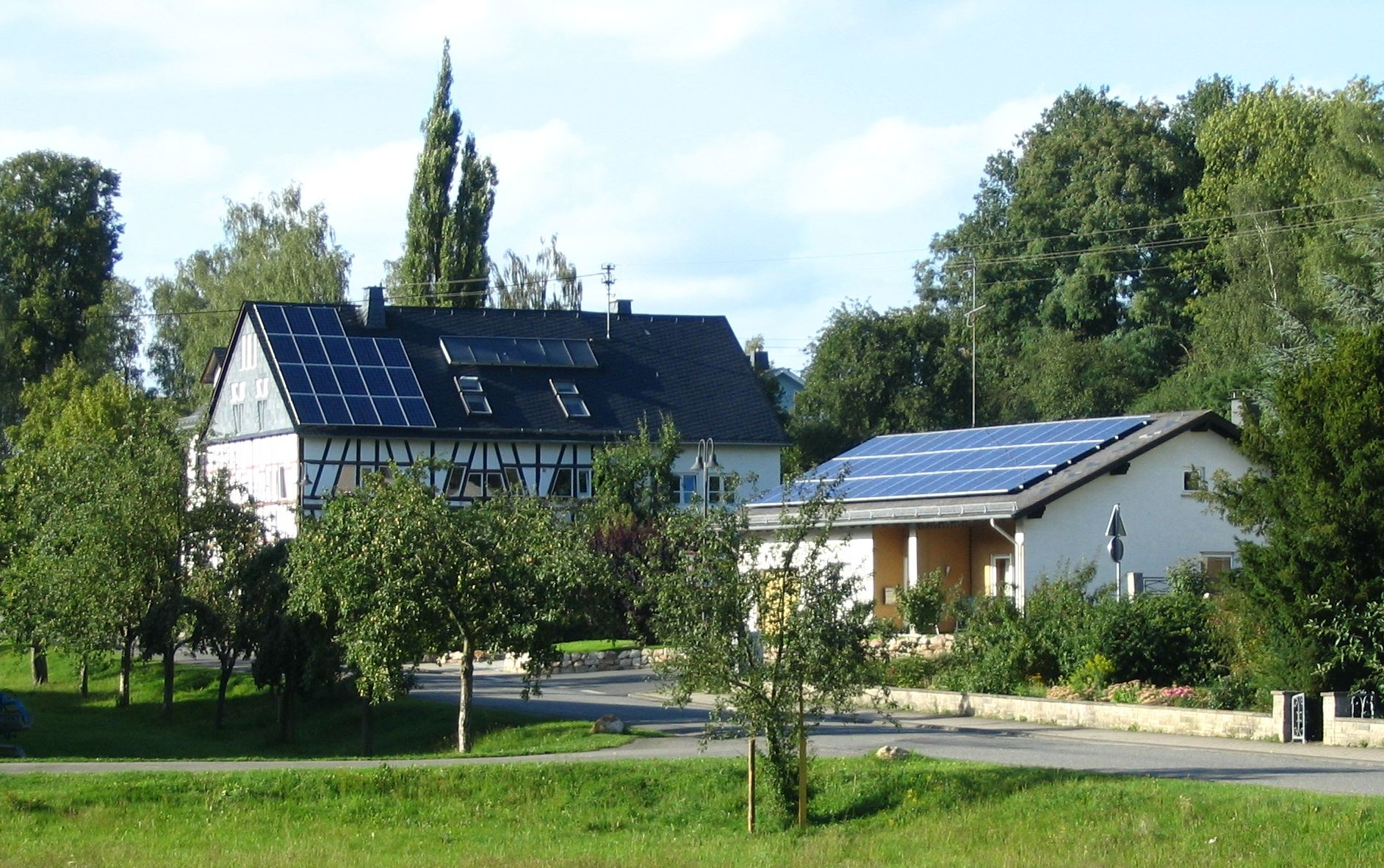
Photovoltai